# マックス・トップリン
マックス・トプリン（Max Topplin, 1989年12月14日 - ）は、カナダ出身の俳優。

## 来歴
カナダオンタリオ州トロント生まれ

## 主な出演作品

### 映画
- キャリー (2013年の映画) Carrie(2013)
- キャンプ・ロック Camp Rock(2008)

### テレビ
- SUITS/スーツ SUITS (2011-2016)
- Insomnia Insomnia (2017)